# Tramwaje w Lorient

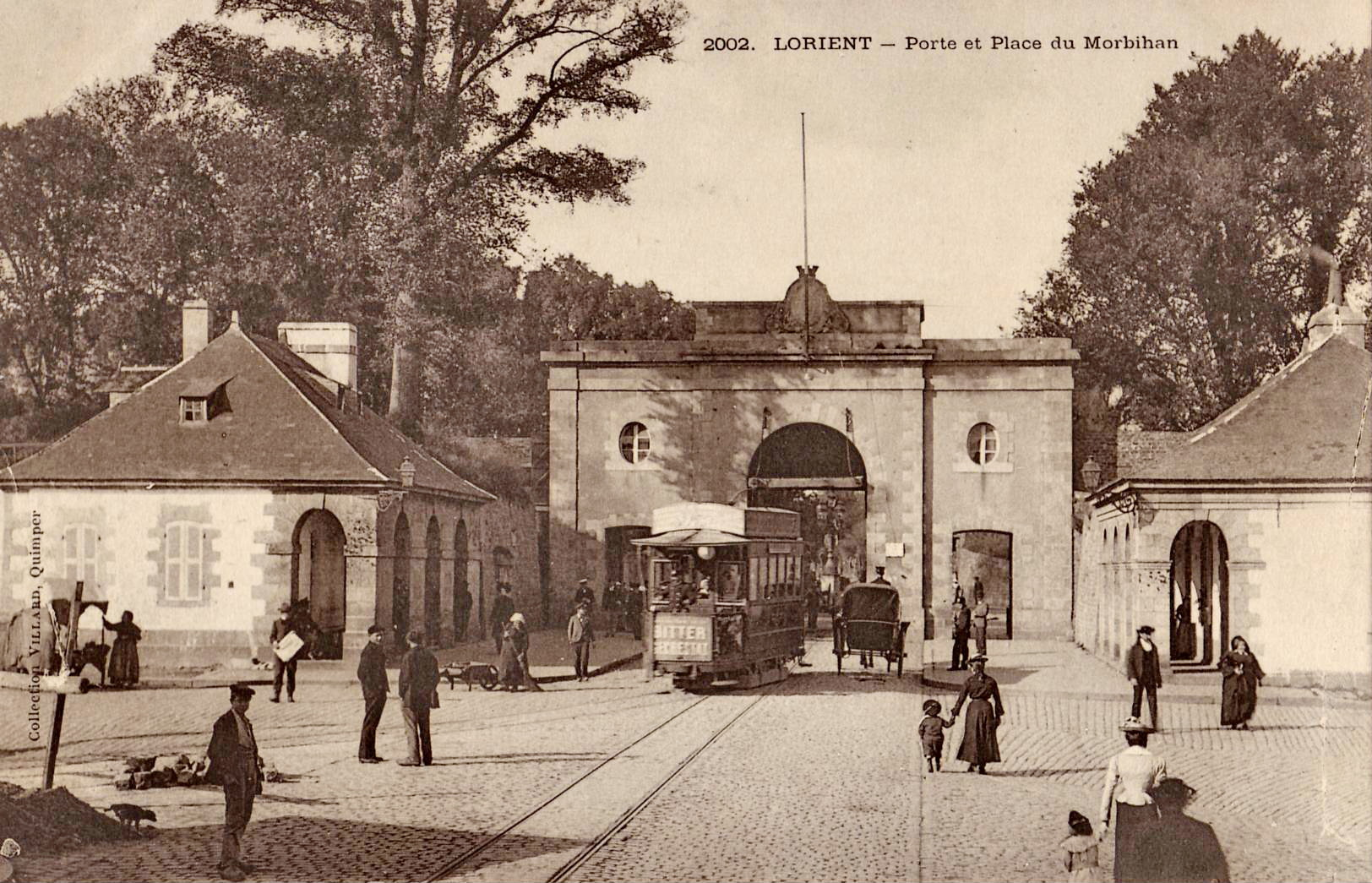

Tramwaje w Lorient − zlikwidowany system komunikacji tramwajowej we francuskim mieście Lorient, działający w latach 1901−1944.

## Historia
Tramwaje w Lorient uruchomiono 1 stycznia 1901. Tramwaje kursowały po torach o rozstawie szyn 1000 mm. Wkrótce sieć rozbudowano do długości 32 km wówczas do obsługi sieci dysponowano 27 wagonami silnikowymi z otwartymi pomostami, które zabudowano przed I wojną światową. W 1934 i 1935 zlikwidowano linie do Hennemont i do Guidel. W kwietniu 1937 zapadła decyzja o całkowitej likwidacji sieci tramwajowej, jednak opóźniła się ona przez wybuch II wojny światowej. Wówczas to pozostała miejska sieć i linia podmiejska do Ploemeur. Sieć tramwajowa została całkowicie zniszczona w trakcie bombardowania miasta w 1944. 